# تششمة سفيد سفلي (مقاطعة دلفان)
تششمة سفيد سفلي (بالفارسية: چشمه سفید سفلی) هي قرية تقع في قسم كاكاوند الشرقي الريفي (مقاطعة دلفان) في إيران. يقدر عدد سكانها بـ 62 نسمة .